# Mahima Chaudhry
Mahima Chaudhry, właśc. Ritu Chaudhry (ur. 13 września 1973 w Zachodnim Bengalu, w Indiach) – bollywoodzka aktorka filmowa. 
Zaczęła swoją karierę jako modelka. Pierwszą rolę zagrała u boku Shah Rukh Khana w Obcej ziemi (1997). Rola ta przyniosła jej nagrodę za najlepszy ekranowy debiut. Uznanie w postaci nominacji do nagród zyskały też jej filmy Dil Kya Kare (u boku Kajol i Ajay Devgana), Dhadkan (z Akshay Kumarem i Sunilem Shetty) i Dobara.

## Filmografia
- Saamna (2006) ... Rajnigandha
- Babel ... Sonia
- Home Delivery: Aapko... Ghar Tak (2005) ... Maya
- Sarhad Paar (2005) ... Simran
- Hope and a Little Sugar (2005) ... Saloni
- Khosla Ka Ghosla (2005)
- Sandwich (film) (2005)
- 15 Park Avenue (2005)
- No Entry (2005) ... aktorka
- Film Star (2005) ... Heera Pandit
- Sehar (2005) ... Anamika
- Kuchh Meetha Ho Jaye (2005) ... Ghulab Khan
- The Film (2005) ... Sushmita Banerjee
- Zameer (2005) ... Supriya Maheshwari
- Dobara (2004) ... Dr. Anjali Sehgal
- LOC Kargil (2003) ... Zona Yadava Reena
- Saaya (2003) ... Tanya
- Ogrodnik (2003) ... Arpita Raj (gościnnie)
- Tere Naam (2003) ... gościnnie (piosenka)
- Dil Hai Tumhaara (2002) ... Nimmi
- Om Jai Jagadish (2002) ... Ayesha
- Bharat Bhagya Vidhata (2002)
- Yeh Teraa Ghar Yeh Meraa Ghar (2001) ... Saraswati
- Lajja (2001) ... Maithili
- Khiladi 420 (2000) ... Ritu Bhardwaj
- Kurukshetra (2000) ... Anjali
- Deewane (2000) ... Pooja
- Dhadkan (2000) ... Sheetal Varma - nominacja do Nagrody Filmfare dla Najlepszej Aktorki
- Pyaar Koi Khel Nahin (1999) ... Nisha
- Daag: The Fire (1999) ... Kajal Verma/Kajri
- Dil Kya Kare (1999) ... Kavita Kishore - nominacja do Nagrody Filmfare dla Najlepszej Aktorki
- Obca ziemia (1997) ... Kusum Ganga (Nagroda Filmfare za Najlepszy Debiut, nominacja do Nagrody Filmfare dla Najlepszej Aktorki